# Странци (филм из 2008)
Странци (енгл. The Strangers) амерички је психолошки хорор филм из 2008. године, редитеља и сценаристе Брајана Бертина са Лив Тајлер и Скотом Спидманом у главним улогама. Радња прати момка и девојку пред раскидом, који постају жртве маскираних серијских убица које им упадају у кућу. Сценарио је инспирисан истинитим догађајима − масовним убиством које је починила породица Менсон, а у коме је страдала и позната глумица Шерон Тејт, као и серијом провала која су се одиграла у Бертиновом суседству када је он био дете. Поједини новинари уочили су сличност радње са кединским убиствима у колиби, иако их Бертино није навео као инспирацију.
Филм је сниман на неколико руралних локација у Јужној Каролини током јесени 2006. Премијерно је приказан 30. маја 2008, у дистрибуцији продукцијске куће Јуниверсал пикчерс. Постао је култни класик и остварио комерцијални успех, зарадивши 82,4 милиона долара са деветоструко мањим буџетом. Добио је осредње и претежно позитивне оцене критичара.
Бертино је десет година касније написао сценарио за наставак, који је објављен под насловом Странци: Плен у ноћи у режији Јоханеса Робертса.

## Радња
Џејмс Хојт и Кристен Макеј одлазе у Џејмсову викендицу која се налази у изолованом делу Јужне Каролине. Између њих двоје је уочљива тензија пошто је Кристен одбила Џејмсову просидбу. Хорор почиње када им у кућу упадну троје маскираних странаца...

## Улоге
| Глумац         | Улога             |
| -------------- | ----------------- |
| Лив Тајлер     | Кристен Макеј     |
| Скот Спидман   | Џејмс Хојт        |
| Џема Ворд      | „Долфејс”         |
| Кип Викс       | „Човек са маском” |
| Лаура Марголис | „Пин-ап девојка”  |
| Глен Хауертон  | Мајк              |
| Џордан Ор      | Џордан            |